# 圣安娜-利弗拉门图
圣安娜-利弗拉门图是巴西南大河州的一个市镇。总面积6950.37平方公里，总人口83614人，人口密度12人/平方公里。